# Алехо Карпентиер
Алехо Карпентиер и Валмонт (26 декември 1904 – 24 април 1980) е кубински писател, журналист, музикант и музиковед, който повлиява значително на латиноамериканската литература по време на творческия си разцвет.
Считан е за един от най-значимите испаноезични писатели на ХХ век и по-специално за един от авторите, които обновяват латиноамериканската литература. Стилът му на писане се отличава с благородство, а пресъздаването на реалността включва различни аспекти и измерения на въображението му. Тези елементите допринасят за създаването и усъвършенстването на магическия реализъм. Карпентиер е номиниран за Нобелова награда за литература.
През голямата част от живота си Карпентиер е журналист и музикален теоретик – организира различни концерти за новата музика и прави сериозни музикални изследвания. Въпреки това придобива световна известност с литературните си творби.

## Биография

### Детство, юношество и образование
Дълго време се смята, че Карпентиер е роден в Хавана), но актът му за раждане, открит посмъртно, посочва за рождено място Лозана, Швейцария. Син е на Жорж Жюлиен Карпентиер, френски архитект, и Лина Валмонт, учителка по езици с руски произход. Алехо Карпентиер остава белязан от културно раздвоение и смесване на двете раси. Родният му език е френският.Баща му се интересува от испанския свят, той е „убеден в европейската деградация и настоява да живее в млада държава“. Израснал е в Куба сред бели и чернокожи селяни, „гладни хора, потънали в мизерия, преждевременно забременели жени, недобре нахранени деца, пълни с болести“. В действителност животът на Карпентиер си проличава ясно в неговите творби. 
Карпентиер започва да учи писане и четене в кубински училища. Детството му съвпада с първите години на Независима Република Куба, когато кубинските училища фокусират образованието върху колониалното испанско минало. Както е казал самият Карпентиер: „В моите детски училища, в Хавана, учехме наизуст книгите, които се използваха в Испания до края на XIX век. Забележително е, че училищата нямаха текстове, които да отразяват новата политическа реалност в Куба, нито имаше учебници за историята на Куба или Америка.“ На осем години се мести с родителите си в Лома де Тиера, квартал на Ел Которо, близо до Хавана.
От единадесет до седемнадесетгодишна възраст Алехо Карпентиер е обучаван от родителите си: баща му го учи на писане и четене, а майка му – на музика. Така още от детството си Карпентиер развива любов към музиката. Въпреки това, когато баща му ги изоставя, на Карпентиер прекъсва учението си и започва работа, за да помага на майка си.
След завършване на началното си образование в Куба, заминава за Париж, за да довърши част от основното си образование в лицея Жансон де Саи (Janson de Sailly),, където, учейки теоретични курсове по музика, става „приемлив пианист“. През 1917 г. е приет в Instituto de Segunda Enseñanza de La Habana, за да продължи теоретичното си музикалното образование. През 1920 г. постъпва в Хаванския университет по архитектура, но малко по-късно го напуска.
В началото на 20-те години на ХХ век започва да се занимава с политика, по-специално с „пропадналата революция на ветераните и патриотите“ през 1923. Техните групи не са точно политически, а по-скоро обединени от изкуството.Въпреки това, имат политически цели и се борят срещу диктатурата на Херардо Мачадо, който взема властта през 1925 г., и срещу капитализма на Северна Америка.

### Живот и творчество в Куба
През 1921 г. Карпентиер започва кариерата си като журналист. Тя продължава почти 60 години – през остатъка от живота му. Публикува първите си литературни произведения – преразкази на познати творби – в рубриката „Известни творби" в хаванския вестник La Discusión. Същата година решава окончателно да изостави образованието си и отново се връща във Франция. Две години по-късно се завръща в Куба и редактира статии за музикална критика и театър в La Discusión и El Heraldo de Cuba през 1923 и 1924 г.. След като се стабилизира финансово, заема различни журналистически постове: главен редактор на популярното списание „Испания“, сътрудник на Съюза на производителите на обувки, както и в модната секция на списание „Социал“, където използва псевдонима „Жаклин“.
Присъединява се към Grupo Minorista и става част от Protesta de los Trece. El Grupo Minoristaе съставена от Карпентиер, Мартинес Вилена, Роиг де Луечсенринг, Луис Гомес Ванфемен и Талет. Членовете определят групата като аполитично интелектуално движение, въпреки че активно опонират на политиката на президента Алфредо Заяс.El Grupo Minorista е част от Falange de Acción Cubana. Последната е основана от Мартинес Вилена. Критикува правителството и организира провалилото се въстаническо движение на Асоциацията на ветераните и патриотите. Между 1924 и 1928 г. Карпентиер е редактор на списание Картелес През 1929 г. пътува за Мексико, където е поканен от правителството да участва в конгрес на журналистите. Там се запознава с Карлос Пелисер, Джеймс Торес Бодет, Хосе Клементе Ороско и започва дългото си приятелство с Диего Ривера. Този период е много важен за оформянето на Карпентиер като творческа личност. Успява да опознае всички квартали на Хавана, открива колониалната архитектура и атмосферата на Старата Хавана. Тези елементи се срещат в много от есетата и романите му. Творбите и изказванията на Карпентиер от 1920 – 1928 г. показват, че участва активно в кубинския авангардизъм и е приятел с основните личности от течението. Карпентиер обогатива познанията си по музика през този период като слуша професионалните изпълнения на Амадео Ролдан – тези изпълнения включват откъси от творбите на Морис Равел, Клод Дебюси, Игор Стравински и на други съвременни композитори.
През 1927 г. подписва „Manifesto Minorista“ и заради това е обвинен, че е комунист и осъден на седем месеца затвор. В затвора Карпентиер пише първата версия на романа Ecué-Yamba-Ó!. Условно освободен, отива на конгреса на журналистите в Хавана през март 1928 г. Там се запознава с френския сюрреалист Робер Деснос, който му помага да избяга от подтисническия режим на Мачадо. Деснос му осигурява паспорт и лична карта и му помага да се качи на кораб, който се отправя към Франция.

## Произведения

### Романи
- ¡Écue-Yamba-O! (1933)
- El reino de este mundo (1949)
Царството тук на земята, изд. „Народна култура“ София (1975), прев. Тодор Нейков
- Los pasos perdidos (1953)
Загубените следи, изд. „Народна култура“ София (1966, 1970), прев. Валентина Рафаилова
- El acoso (1956)
Гонитбата, изд.” Сиела”, София (2011), прев. Румен Стоянов
- El siglo de las luces (1962)
Векът на просвещението, изд. „[[Христо Г. Данов (издателство)|Христо Г. Данов“ София (1972, 1982), прев. Симеон Владимиров
- Concierto barroco (1974)
Бароков концерт: Разкази и повести, изд. „Народна култура“ София (1979), прев. Румен Стоянов, М. Дренска, В. Кънев
Бароков концерт, изд.” Сиела”, София (2011), прев. Румен Стоянов
- El recurso del método (1974)
Приложението на метода, изд. „Народна култура“ София (1977), прев. Стефан Савов
- La consagración de la primavera (1978)
Пролетно тайнство, изд. „Партиздат“ София (1986), прев. Евдокия Кирова
- El arpa y la sombra (1979)
Арфата и сянката, изд. „Народна култура“ София (1981), прев. Тодор Нейков

### Разкази
- „El sacrificio“ (1923)
- „Histoire de lunes“ (1933, на френски)
- „Viaje a la semilla“ (1944)
- „Oficio de tinieblas“ (1944)
- „Los fugitivos“ (1946)
Бегълците, сп. „Съвременик“ София (2012), прев. Елена Ангелова
- Guerra del tiempo. Tres relatos y una novela (1958): „Viaje a la semilla“, „Semejante a la noche“, „El camino de Santiago“ y „El acoso“, en la primera edición. En posteriores ediciones se le agregan dos relatos más: „Los fugitivos“ y „Los advertidos“.
- Cuentos (1976): „El camino de Santiago“, „Los advertidos“, „Semejante a la Noche“, „Viaje a la semilla“, „Los fugitivos“, „Oficio de tinieblas“ y „El derecho de asilo“.

### Есеистика
- La música en Cuba (1946)
Музиката в Куба, изд. „Музика“ Ямбол (1983), прев. Карло Андреев
- Tristán e Isolda en tierra firme (1949)
- Tientos y diferencias (1964)
- Literatura y conciencia en América Latina (1969)
- La ciudad de las columnas (1970)
Градът на колоните, сп. „Аритектура“ София (1995), прев. Людмила Петракиева
- América Latina en su música (1975)
Латиноамериканската музика в исторически координати, сп. „Музикални хоризонти“ София (1995), прев. Людмила Петракиева
- Letra y solfa (1975)
- Razón de ser (1976)
- Afirmación literaria americanista (1979)
- Bajo el signo de Cibeles. Crónicas sobre España y los españoles (1979)
- El adjetivo y sus arrugas (1980)
- El músico que llevo dentro (1980)
- La novela latinoamericana en vísperas de un nuevo siglo y otros ensayos (1981)
- Conferencias (1987)

### Либрето
- Manita en el suelo